# Cinquième circonscription de Budapest
La cinquième circonscription de Budapest est l'une des dix-huit circonscriptions électorales de la capitale hongroise. Elle a été créée lors du redécoupage électoral de 2011 puis est devenue effective lors des élections législatives hongroises de 2014.

## Description géographique et démographique
La circonscription englobe le 6e et le 7e arrondissement de Budapest.
Selon le recensement de 2011, la circonscription compte 94 412 habitants dont 84 880 (42 386 hommes et 52 026 femmes).

## Députés
Pour voir les députés et les résultats de la première circonscription entre 1990 et 2011, voir l'article sur les anciennes circonscriptions de Budapest.